# Spontaan hypertensieve rat
De spontaan hypertensieve rat (afgekort SHR) is een geselecteerde rattenstam of een gekweekt ras dat genetisch een hoge bloeddruk of hypertensie heeft. Het ras wordt veel gebruikt voor laboratoriumonderzoek, vooral in verband met hart- en vaatziekten.

## Ontstaan
In 1938 werd aan de Universiteit van Tokio in Japan een kolonie Wistarratten ingevoerd. Via inteelt werd ermee verder gekweekt. Deze dieren hadden een gemiddelde bloeddruk van ongeveer 120 mm Hg. In 1959 ontdekten Japanese onderzoekers bij de afstammelingen van deze kolonie één mannelijke rat met een permanent hoge systolische bloeddruk van 150 tot 175 mm Hg. Deze rat liet men kweken met een vrouwelijke rat uit dezelfde groep met een bloeddruk boven het gemiddelde: 130 à 140 mm Hg. Hieruit kwamen vier nesten voort, met in totaal 36 afstammelingen van de eerste generatie (F1). Uit deze 36 afstammelingen nam men de dieren die gedurende een maand een bloeddruk van boven de 150 mm Hg hadden en deze broers en zussen liet men onderling verder paren. Hieruit kwam de tweede generatie (F2), waarmee men op dezelfde manier tewerk ging. Vanaf de derde generatie (F3) hadden alle afstammelingen een bloeddruk van boven de 150 mm Hg. In F2 en F3 werden enkele dieren nog wel met dieren van buiten deze lijn gekruist, doch verder was het volledig inteelt. Zo ontstonden 3 substammen, met samen 8 lijnen, die elk een aantal eigen kenmerken vertonen. Vanaf de zesde generatie (F6) leken de kenmerken vast te liggen en was geen verschil meer merkbaar tussen de generaties. De raskenmerken werden toen vastgelegd. De onderzoekers Okamoto en Aoki publiceerden in 1963 hun eerste resultaten rond het ontwikkelen van het ras.
In Nederland werd in 1971 voor het eerst met de SHR-stam gewerkt.

## Kenmerken
De SHR-ratten hebben een erfelijke hoge bloeddruk. Vermoedelijk gaat het om polygenetische erfelijkheid. Heel wat van de ratten hebben ernstige hypertensie: 56% van de mannetjes en 37% van de vrouwtjes bleken in het oorspronkelijke onderzoek een bloeddruk van boven de 200 mm Hg te hebben vanaf F5.

## Substam
Een bekende substam van de SHR is de zogenaamde Stroke-Prone-substam (SHR-SP). Door de specifieke kenmerken vertonen deze ratten een bijzonder hoog percentage cerebrovasculair accidenten.

## Onderzoek
Er bestaan nog andere stammen ratten met genetisch bepaalde hoge bloeddruk, doch de SHR is de bekendste en meest onderzochte. De SHR wordt wereldwijd gebruikt voor uiteenlopend onderzoek. Naast onderzoek over hart- en vaatziekten, wordt de SHR ook gebruikt als diermodel voor ADHD.